# Zece pași
Zece pași este primul album al formației românești de muzică rock F.F.N., apărut în anul 1976 la casa de discuri Electrecord.

## Lista pieselor
1. Cetatea noastră (Litvin, Dan Mutașcu) (4:11)
2. Definiție (Litvin) (3:26)
3. Speranța (Madolciu, Litvin) (3:29)
4. Omagiu (Olaru, Litvin) (5:37)
5. Interludiu (Olaru) (2:13)
6. Povestea ploii (Litvin) (3:15)
7. Vântul (Litvin) (5:20)
8. Poluare (Litvin) (3:37)
9. Soare de-aș avea (Litvin) (3:22)
10. La răscruce de vânt (Madolciu, Litvin) (3:17)

## Componență
- Silviu Olaru – chitară bas
- Florin Dumitru – baterie
- Doru Donciu – flaut, muzicuță, voce
- Gabi Litvin – chitară, chitară solo, sintetizator, voce
- Cristi Madolciu – voce, percuție